# Miguel Alfonso Herrero
Miguel Alfonso Herrero Javaloyas, meglio conosciuto come Míchel (Burjassot, 29 luglio 1988), è un calciatore spagnolo, centrocampista dell'Alzira.